# Кинетограф
Кинето́граф (от греческого «кинетос» — движущийся и «графо» — писать) — аппарат для записи движущегося изображения на киноплёнку. Создан в 1889—1891 годах конструкторской группой под руководством Уильяма Диксона в лаборатории Эдисона.

## История создания
На создание устройства Эдисона вдохновили опыты Эдварда Мэйбриджа по хронофотографии, в 1879 году ставшие основой для зупраксископа. Последний демонстрировался Мэйбриджем 25 февраля 1888 года во время очередной лекции в городе Орандж, штат Нью-Джерси. Лаборатории Эдисона располагались неподалёку, и он вместе с помощником Уильямом Диксоном прослушал лекцию, которая произвела на него впечатление. Через два дня Мэйбридж посетил Эдисона в Уэст-Орандже и предложил объединить зупраксископ с фонографом в общее устройство. Достигнутая предварительная договорённость не была реализована, но вскоре Эдисон подал собственную патентную заявку на «оптический фонограф», работающий по аналогичному принципу. 
Исследования проходили в одной из лабораторий, получившей неофициальное название «Комната №5».
Группа помощников Эдисона во главе с Диксоном попыталась записывать изображение при помощи мокрого коллодионного фотопроцесса на эмульсию, нанесённую на барабан, аналогичный восковому валику фонографа. Конструктивно аппарат почти не отличался от фонографа, в котором рупор с иглой заменили объективом, прочерчивающим спиральную световую дорожку на эмульсии. 
Дорожка должна была состоять из кадриков шириной 1/32 дюйма (около 0,8 миллиметра), а полученное на барабане изображение рассматриваться через микроскоп. Опыт оказался неудачным, поскольку барабан вращался непрерывно, смазывая изображение. Вторая версия устройства с увеличенным до 1/8 дюйма изображением на сухой желатиносеребряной эмульсии предусматривала прерывистое вращение барабана, останавливающегося на время экспозиции. Однако, зернистость фотоэмульсий тех лет была так велика, что делала изображение практически непригодным. В 1889 году для опытов стали использовать листы целлулоидной фотоплёнки, только что разработанной Джоном Карботтом, которые накручивали на барабан устройства. На такой носитель был снят первый в США кинофильм «Шалости», дата создания которого точно неизвестна.
Исследования приняли другое направление после посещения Эдисоном Парижской Всемирной выставки в 1889 году и его встречи с Жюлем Марэ, экспонировавшим там же свою «хронофотографическую камеру» с гибкой светочувствительной лентой. Камера была разработана после не слишком удачного «Фоторужья» с вращающейся фотопластинкой, и снимала с частотой до 12 кадров в секунду. По возвращении Эдисон подал следующую патентную заявку на аппарат со светочувствительной бумажной лентой. Совершить прорыв помогло появление в 1889 году рулонной фотоплёнки, выпущенной Джорджем Истменом для своих фотоаппаратов Kodak. Полученная из неё перфорированная киноплёнка могла транспортироваться с более высокой точностью, чем у Марэ за счёт использования зубчатых барабанов. На тот момент перфорация уже использовалась Эмилем Рейно в «оптическом театре», который Эдисон видел на той же выставке, как и «электротахископ» Оттомара Аншютца. Последнее устройство дало Эдисону важный принцип, использованный им при разработке «Кинетоскопа», необходимого для демонстрации отснятых фильмов. 
Импульсное освещение «электротахископа» трансформировалось в узкую щель вращающегося обтюратора, «замораживающего» изображение отдельных кадриков на непрерывно движущейся киноплёнке. В начале 1891 года Диксон с новым ассистентом Уильямом Хейзом собрали работоспособный «Кинетограф», снимавший на перфорированную киноплёнку. 20 мая состоялась первая публичная демонстрация отснятых фильмов, среди которых был ролик, позднее получивший название «Приветствие Диксона». В феврале 1894 года для киносъёмок был построен специальный павильон, получивший негласное название «Чёрная Мария» из-за внешнего сходства с тюремной каретой. 31 августа 1897 года Эдисону был выдан патент за номером 589,168 на «Кинетографическую камеру».

## Принцип действия
Первый работоспособный вариант аппарата использовал расположенную горизонтально киноплёнку шириной 19-мм с одним рядом перфорации, расположенным по центру между кадрами. Зубчатый барабан с приводом от электродвигателя непрерывно перемещал её мимо объектива, который строил кадр круглой формы. Свет прерывался дисковым обтюратором с круглыми отверстиями, выполнявшими роль фотозатвора. В результате на полученных фотографиях фиксировались отдельные фазы движения.
Второй вариант устройства, завершённый в 1893 году, был рассчитан уже на вертикальный ход киноплёнки с прямоугольным кадром и двухсторонней перфорацией. Ширина носителя, форма перфорации, размеры и шаг кадра, выбранные Эдисоном для последнего варианта кинетографа, с незначительными изменениями используются в 35-мм киноплёнке до сегодняшнего дня. Выбранное соотношение сторон кадра 4:3 было наиболее распространённым в фотографии тех лет, и считалось оптимальным. При ширине, равной промежутку между перфорациями в 1 дюйм (25,4 мм) и таком соотношении, высота составила 3/4 дюйма, определив современный шаг кадра 19 мм. Таким образом, размер кадра кинетографа составлял 19×25 мм. Позднее братьями Люмьер, использовавшими этот же формат для «Синематографа», был введён межкадровый промежуток, предотвращающий наползание соседних изображений, и полученный размер 18×24 мм стал общемировым стандартом немого кино. 
Отсутствие какого-либо общепринятого теоретического обоснования обусловило выбор частоты киносъёмки, составлявшей 46 кадров в секунду. В последующих фильмах частота варьировалась от 30 до 40 кадров в секунду, в зависимости от длительности сюжета, поскольку длина киноплёнки была ограничена особенностями лентопротяжного механизма, в котором отсутствовала изобретённая позднее петля Латама. Непрерывное движение киноплёнки, в том числе в момент экспозиции, требовало короткой выдержки, чтобы свести смазывание изображения к минимуму. Поэтому, последняя версия кинетографа 1893 года всё же предусматривала прерывистое перемещение киноплёнки при помощи анкерного механизма, установленного в приводе зубчатого барабана. Однако, всего через два года эта конструкция оказалась устаревшей, и была вытеснена более пригодными для кинотехники скачковыми механизмами: грейфером и мальтийским крестом.
Диксон делал попытки приспособить кинетограф для проекции, но получить достаточно яркого изображения не удавалось из-за слишком узких отверстий в обтюраторе, пропускавших ничтожную часть света. В результате, просмотр полученных фильмов компания Эдисона организовывала только при помощи кинетоскопа, быстро вытесненного с рынка синематографом, дававшим качественную проекцию.

## «Кинетограф» и «Синематограф»
Сразу же после первых известий об успехе кинетографа и кинетоскопа изобретатели всего мира начали предпринимать усилия по усовершенствованию американской технологии, обладавшей целым рядом недостатков. Одна из таких попыток завершилась созданием французскими конструкторами братьями Люмьер более успешного устройства под названием «Синематограф».
В аппарате Люмьеров использовалось прерывистое перемещение киноплёнки, известное задолго до Эдисона в камерах Фриз-Грина и Лепренса. Французским «ноу-хау» стал сконструированный на основе технических принципов швейной машины грейферный механизм, который обеспечивал продолжительное стояние киноплёнки в кадровом окне и резкое изображение при более длинных выдержках. Кроме того, по сравнению со стационарным кинетографом с электроприводом, пригодным только для работы в студии, синематограф был портативным, и позволял вести съёмку в любом месте, благодаря ручному приводу. В результате жанровые сюжеты французских кинороликов, показывающих повседневную жизнь, выгодно отличались от фильмов кинетографа, снятых в студии на чёрном фоне. В течение всего нескольких лет синематограф завоевал мировой рынок, потеснив разработку Эдисона.